# Historique du parcours européen du Standard de Liège
Cet article présente les différentes campagnes européennes réalisées par le Standard de Liège depuis 1958.

## Historique
Depuis sa fondation en 1898, le Standard de Liège a participé :
- 8 fois à la Coupe des clubs champions européens (une demi-finale, trois quarts de finale),
- 6 fois à la Ligue des champions (une phase de poules, cinq tours préliminaires),
- 6 fois à la Coupe d'Europe des vainqueurs de Coupe (une finale, une demi-finale, un quart de finale),
- 0 fois à la Supercoupe de l'UEFA,
- 9 fois à la Ligue Europa (un quart de finale, un huitième de finale),
- 14 fois à la Coupe UEFA (un quart de finale, quatre huitièmes de finale),
- 3 fois à la Coupe Intertoto (une finale, une demi-finale),
- 1 fois à la Coupe des villes de foires (premier tour),
- 2 fois à l'International football cup (un quart de finale).

En 2020, le Standard a donc participé à 47 compétitions européennes sur 41 saisons ou campagnes européennes  avec un total de 253 matchs : 111 victoires, 82 défaites et 60 nuls (373 buts pour, 321 contre). La différence entre le nombre de compétitions et de campagnes s'explique par le fait qu'au cours de six campagnes européennes, les Standardmen ont participé à la Ligue des champions avant d'être reversés, soit en coupe UEFA (deux fois), soit en Ligue Europa (quatre fois). 
Si l'on tient compte des deux matches joués en coupe des villes de foires, on comptabilise alors 48 compétitions européennes sur 42 saisons, 255 matchs dont 111 victoires, 83 défaites et 61 nuls (375 buts pour, 324 contre).

## Années 1950

### 1958-1959
Coupe des clubs champions :
|   | Tour               | Club              | Aller | Total | Retour | Club                |   |
| - | ------------------ | ----------------- | ----- | ----- | ------ | ------------------- | - |
| 1 | Tour préliminaire  | Standard de Liège | 5-1   | 6-3   | 1-2    | Heart of Midlothian | 2 |
| 3 | Huitième de finale | Sporting Portugal | 2-3   | 2-6   | 0-3    | Standard de Liège   | 4 |
| 5 | Quart de finale    | Standard de Liège | 2-0   | 2-3   | 0-3    | Stade de Reims      | 6 |

## Années 1960

### 1961-1962
Coupe des clubs champions :
|    | Tour               | Club              | Aller | Total | Retour | Club                |    |
| -- | ------------------ | ----------------- | ----- | ----- | ------ | ------------------- | -- |
| 7  | Tour préliminaire  | Standard de Liège | 2-1   | 4-1   | 2-0    | Fredrikstad FK      | 8  |
| 9  | Huitième de finale | Standard de Liège | 5-1   | 7-1   | 2-0    | FC Haka Valkeakoski | 10 |
| 11 | Quart de finale    | Standard de Liège | 4-1   | 4-3   | 0-2    | Glasgow Rangers     | 12 |
| 13 | Demi-finale        | Real Madrid       | 4-0   | 6-0   | 2-0    | Standard de Liège   | 14 |

### 1963-1964
Coupe des clubs champions :
|    | Tour              | Club              | Aller | Total | Retour | Club           |    |
| -- | ----------------- | ----------------- | ----- | ----- | ------ | -------------- | -- |
| 15 | Tour préliminaire | Standard de Liège | 1-0   | 1-2   | 0-2    | IFK Norrköping | 16 |

International football cup :
| Tour                               | Club              | Aller | Total | Retour | Club              |
| ---------------------------------- | ----------------- | ----- | ----- | ------ | ----------------- |
| Phase de poules, groupe A1 : J1/J5 | Standard de Liège | 1-3   |       | 2-2    | UA Sedan-Torcy    |
| Phase de poules, groupe A1 : J2/J4 | Standard de Liège | 1-0   |       | 2-2    | FC Zurich         |
| Phase de poules, groupe A1 : J3/J6 | AC Fiorentina     | 1-0   |       | 1-1    | Standard de Liège |
| Huitième de finale                 | Standard de Liège | 2-0   | 3-0   | 1-0    | Rapid Vienne      |
| Quart de finale                    | FC Rouen          | 3-0   | 6-3   | 3-3    | Standard de Liège |

### 1964-1965
International football cup :
| Tour                               | Club                | Aller | Total | Retour | Club                         |
| ---------------------------------- | ------------------- | ----- | ----- | ------ | ---------------------------- |
| Phase de poules, groupe A1 : J1/J2 | Standard de Liège   | 3-1   |       | 1-2    | Herta Berlin                 |
| Phase de poules, groupe A1 : J3/J6 | Standard de Liège   | 3-1   |       | 1-1    | Football Club Lausanne-Sport |
| Phase de poules, groupe A1 : J4/J5 | Feyenoord Rotterdam | 2-0   |       | 3-0    | Standard de Liège            |

### 1965-1966
Coupe d'Europe des vainqueurs de coupes :
|    | Tour               | Club            | Aller | Total | Retour | Club              |    |
| -- | ------------------ | --------------- | ----- | ----- | ------ | ----------------- | -- |
| 17 | Premier tour       | Cardiff City FC | 1-2   | 1-3   | 0-1    | Standard de Liège | 18 |
| 19 | Huitième de finale | Liverpool FC    | 3-1   | 5-2   | 2-1    | Standard de Liège | 20 |

### 1966-1967
Coupe d'Europe des vainqueurs de coupes :
|    | Tour               | Club               | Aller | Total | Retour | Club              |    |
| -- | ------------------ | ------------------ | ----- | ----- | ------ | ----------------- | -- |
| 21 | Tour Preliminaire  | Valur Reykjavik    | 1-1   | 2-9   | 1-8    | Standard de Liège | 22 |
| 23 | Premier tour       | Standard de Liège  | 5-1   | 6-1   | 1-0    | Apollon Limassol  | 24 |
| 25 | Huitième de finale | BSG Chemie Leipzig | 2-1   | 2-2E  | 0-1    | Standard de Liège | 26 |
| 27 | Quart de finale    | Rába ETO Győr      | 2-1   | 2-3   | 0-2    | Standard de Liège | 28 |
| 29 | Demi-finale        | Bayern Munich      | 2-0   | 5-1   | 3-1    | Standard de Liège | 30 |

### 1967-1968
Coupe d'Europe des vainqueurs de coupes :
|    | Tour               | Club              | Aller | Total | Retour | Club              |    |
| -- | ------------------ | ----------------- | ----- | ----- | ------ | ----------------- | -- |
| 31 | Seizième de finale | Altay SK          | 2-3   | 2-3   | 0-0    | Standard de Liège | 32 |
| 33 | Huitième de finale | Standard de Liège | 3-0   | 3-2   | 0-2    | Aberdeen FC       | 34 |
| 35 | Quart de finale    | Standard de Liège | 1-1   | 2-2   | 1-1    | Milan AC          | 36 |
| 37 | Match d'appui      | Milan AC          | 2-0   |       |        | Standard de Liège |    |

### 1968-1969
Coupe des villes de foires :
| Tour         | Club              | Aller | Total | Retour | Club            |
| ------------ | ----------------- | ----- | ----- | ------ | --------------- |
| Premier tour | Standard de Liège | 0-0   | 2-3   | 2-3    | Leeds United FC |

### 1969-1970
Coupe des clubs champions :
|    | Tour               | Club              | Aller | Total | Retour | Club                 |    |
| -- | ------------------ | ----------------- | ----- | ----- | ------ | -------------------- | -- |
| 38 | Seizième de finale | Standard de Liège | 3-0   | 4-1   | 1-1    | KS 17 Nëntori Tirana | 39 |
| 40 | Huitième de finale | Standard de Liège | 1-0   | 4-2   | 3-2    | Real Madrid          | 41 |
| 42 | Quart de finale    | Standard de Liège | 0-1   | 0-2   | 0-1    | Leeds United FC      | 43 |

## Années 1970

### 1970-1971
Coupe des clubs champions :
|    | Tour               | Club              | Aller | Total | Retour | Club              |    |
| -- | ------------------ | ----------------- | ----- | ----- | ------ | ----------------- | -- |
| 44 | Seizième de finale | Rosenborg BK      | 0-2   | 0-7   | 0-5    | Standard de Liège | 45 |
| 46 | Huitième de finale | Standard de Liège | 1-0   | 1-2   | 0-2    | Legia Varsovie    | 47 |

### 1971-1972
Coupe des clubs champions :
|    | Tour               | Club              | Aller | Total | Retour | Club              |    |
| -- | ------------------ | ----------------- | ----- | ----- | ------ | ----------------- | -- |
| 48 | Seizième de finale | Standard de Liège | 2-0   | 5-2   | 3-2    | Linfield FC       | 49 |
| 50 | Huitième de finale | CSKA Moscou       | 1-0   | 1-2   | 0-2    | Standard de Liège | 51 |
| 52 | Quart de finale    | Inter Milan       | 1-0   | 2E-2  | 1-2    | Standard de Liège | 53 |

### 1972-1973
Coupe d'Europe des vainqueurs de coupes :
|    | Tour               | Club              | Aller | Total | Retour | Club             |    |
| -- | ------------------ | ----------------- | ----- | ----- | ------ | ---------------- | -- |
| 54 | Seizième de finale | Standard de Liège | 1-0   | 3-4   | 2-4    | AC Sparta Prague | 55 |

### 1973-1974
Coupe UEFA :
|    | Tour                      | Club              | Aller | Total | Retour | Club                  |    |
| -- | ------------------------- | ----------------- | ----- | ----- | ------ | --------------------- | -- |
| 56 | Trente-deuxième de finale | Ards FC           | 3-2   | 4-8   | 1-6    | Standard de Liège     | 57 |
| 58 | Seizième de finale        | Standard de Liège | 2-0   | 3-1   | 1-1    | Universitatea Craiova | 59 |
| 60 | Huitième de finale        | Standard de Liège | 3-1   | 3-3E  | 0-2    | Feyenoord Rotterdam   | 61 |

### 1977-1978
Coupe UEFA :
|    | Tour                      | Club               | Aller | Total | Retour | Club              |    |
| -- | ------------------------- | ------------------ | ----- | ----- | ------ | ----------------- | -- |
| 62 | Trente-deuxième de finale | Standard de Liège  | 1-0   | 3E-3  | 2-3    | Slavia Prague     | 63 |
| 64 | Seizième de finale        | AEK Athènes        | 2-2   | 3-6   | 1-4    | Standard de Liège | 65 |
| 66 | Huitième de finale        | FC Carl Zeiss Iéna | 2-0   | 4-1   | 2-1    | Standard de Liège | 67 |

### 1978-1979
Coupe UEFA :
|    | Tour                      | Club              | Aller | Total | Retour | Club              |    |
| -- | ------------------------- | ----------------- | ----- | ----- | ------ | ----------------- | -- |
| 68 | Trente-deuxième de finale | Standard de Liège | 1-0   | 1-0   | 0-0    | Dundee United     | 69 |
| 70 | Seizième de finale        | Manchester City   | 4-0   | 4-2   | 0-2    | Standard de Liège | 71 |

### 1979-1980
Coupe UEFA :
|    | Tour                      | Club              | Aller | Total | Retour | Club              |    |
| -- | ------------------------- | ----------------- | ----- | ----- | ------ | ----------------- | -- |
| 72 | Trente-deuxième de finale | Glenavon FC       | 0-1   | 0-2   | 0-1    | Standard de Liège | 73 |
| 74 | Seizième de finale        | Standard de Liège | 2-1   | 3-2   | 1-1    | SSC Naples        | 75 |
| 76 | Huitième de finale        | Standard de Liège | 1-2   | 3-5   | 2-3    | TJ Zbrojovka Brno | 77 |

## Années 1980

### 1980-1981
Coupe UEFA :
|    | Tour                      | Club              | Aller | Total | Retour | Club              |    |
| -- | ------------------------- | ----------------- | ----- | ----- | ------ | ----------------- | -- |
| 78 | Trente-deuxième de finale | Standard de Liège | 1-1   | 3-2   | 2-1    | Steaua Bucarest   | 79 |
| 80 | Seizième de finale        | FC Kaiserslautern | 1-2   | 2-4   | 1-2    | Standard de Liège | 81 |
| 82 | Huitième de finale        | Standard de Liège | 1-1   | 5-2   | 4-1    | Dynamo Dresde     | 83 |
| 84 | Quart de finale           | Standard de Liège | 0-0   | 2-3   | 2-3    | FC Cologne        | 85 |

### 1981-1982
Coupe d'Europe des vainqueurs de coupes :
|    | Tour               | Club               | Aller | Total | Retour | Club              |    |
| -- | ------------------ | ------------------ | ----- | ----- | ------ | ----------------- | -- |
| 86 | Seizième de finale | Floriana FC        | 1-3   | 1-12  | 0-9    | Standard de Liège | 87 |
| 88 | Huitième de finale | Vasas SC           | 0-2   | 1-4   | 1-2    | Standard de Liège | 89 |
| 90 | Quart de finale    | Standard de Liège  | 2-0   | 4-2   | 2-2    | FC Porto          | 91 |
| 92 | Demi-finale        | FC Dinamo Tbilissi | 0-1   | 0-2   | 0-1    | Standard de Liège | 93 |
| 94 | Finale             | FC Barcelone       |       | 2-1   |        | Standard de Liège |    |

### 1982-1983
Coupe des clubs champions :
|    | Tour               | Club              | Aller | Total | Retour | Club          |    |
| -- | ------------------ | ----------------- | ----- | ----- | ------ | ------------- | -- |
| 95 | Seizième de finale | Standard de Liège | 5-0   | 5-3   | 0-3    | Rába ETO Győr | 96 |
| 97 | Huitième de finale | Standard de liège | 1-1   | 1-3   | 0-2    | Juventus      | 98 |

### 1983-1984
Coupe des clubs champions :
|     | Tour               | Club              | Aller | Total | Retour | Club              |     |
| --- | ------------------ | ----------------- | ----- | ----- | ------ | ----------------- | --- |
| 99  | Seizième de finale | Athlone Town      | 2-3   | 4-11  | 2-8    | Standard de Liège | 100 |
| 101 | Huitième de finale | Standard de liège | 0-0   | 0-4   | 0-4    | Dundee United     | 102 |

### 1984-1985
Coupe UEFA :
|     | Tour                      | Club              | Aller | Total | Retour | Club              |     |
| --- | ------------------------- | ----------------- | ----- | ----- | ------ | ----------------- | --- |
| 103 | Trente-deuxième de finale | Glentoran FC      | 1-1   | 1-3   | 0-2    | Standard de Liège | 104 |
| 105 | Seizième de finale        | Standard de Liège | 0-2   | 1-4   | 1-2    | FC Cologne        | 106 |

### 1986-1987
Coupe UEFA :
|     | Tour                      | Club               | Aller | Total | Retour | Club              |     |
| --- | ------------------------- | ------------------ | ----- | ----- | ------ | ----------------- | --- |
| 107 | Trente-deuxième de finale | HNK Rijeka         | 0-1   | 1-2   | 1-1    | Standard de Liège | 108 |
| 109 | Seizième de finale        | FC Swarovski Tirol | 2-1   | 4E-4  | 2-3    | Standard de Liège | 110 |

## Années 1990

### 1992-1993
Coupe UEFA :
|     | Tour                      | Club                | Aller | Total | Retour | Club              |     |
| --- | ------------------------- | ------------------- | ----- | ----- | ------ | ----------------- | --- |
| 111 | Trente-deuxième de finale | Standard de Liège   | 5-0   | 5-0   | 0-0    | Portadown FC      | 112 |
| 113 | Seizième de finale        | Heart of Midlothian | 0-1   | 0-2   | 0-1    | Standard de Liège | 114 |
| 115 | Huitième de finale        | Standard de Liège   | 2-2   | 3-4   | 1-2    | AJ Auxerre        | 116 |

### 1993-1994
Coupe d'Europe des vainqueurs de coupes :
|     | Tour               | Club              | Aller | Total | Retour | Club              |     |
| --- | ------------------ | ----------------- | ----- | ----- | ------ | ----------------- | --- |
| 117 | Seizième de finale | Standard de Liège | 5-2   | 8-3   | 3-1    | Cardiff City FC   | 118 |
| 119 | Huitième de finale | Arsenal FC        | 3-0   | 10-0  | 7-0    | Standard de Liège | 120 |

### 1995-1996
Coupe UEFA :
|     | Tour                      | Club       | Aller | Total | Retour | Club              |     |
| --- | ------------------------- | ---------- | ----- | ----- | ------ | ----------------- | --- |
| 121 | Trente-deuxième de finale | Vitória SC | 3-1   | 3-1   | 0-0    | Standard de Liège | 122 |

### 1996-1997
Coupe Intertoto :
|     | Tour                           | Club              | Aller | Total | Retour | Club              |     |
| --- | ------------------------------ | ----------------- | ----- | ----- | ------ | ----------------- | --- |
| 123 | Phase de poules, groupe 1 : J1 | Cliftonville      | 0-3   |       |        | Standard de Liège |     |
| 124 | Phase de poules, groupe 1 : J3 | Standard de Liège | 2-2   |       |        | Hapoël Haïfa      |     |
| 125 | Phase de poules, groupe 1 : J4 | VfB Stuttgart     | 0-2   |       |        | Standard de Liège |     |
| 126 | Phase de poules, groupe 1 : J5 | Standard de Liège | 1-0   |       |        | AaB Ålborg        |     |
| 127 | Demi-finale                    | Standard de Liège | 2-1   | 3-1   | 1-0    | FC Nantes         | 128 |
| 129 | Finale                         | Standard de Liège | 1-0   | 2-3   | 1-3    | Karlsruher SC     | 130 |

### 1997-1998
Coupe Intertoto :
|     | Tour                           | Club              | Aller | Total | Retour | Club                 |  |
| --- | ------------------------------ | ----------------- | ----- | ----- | ------ | -------------------- |  |
| 131 | Phase de poules, groupe 4 : J1 | Standard de Liège | 0-0   |       |        | FC Aarau             |  |
| 132 | Phase de poules, groupe 4 : J2 | Cork City         | 0-0   |       |        | Standard de Liège    |  |
| 133 | Phase de poules, groupe 4 : J4 | Standard de Liège | 0-0   |       |        | Maccabi Petach-Tikva |  |
| 134 | Phase de poules, groupe 4 : J5 | FC Cologne        | 1-1   |       |        | Standard de Liège    |  |

## Années 2000

### 2000-2001
Coupe Intertoto :
|     | Tour           | Club              | Aller | Total | Retour | Club                 |     |
| --- | -------------- | ----------------- | ----- | ----- | ------ | -------------------- | --- |
| 135 | Premier tour   | Dinamo Tbilissi   | 2-2   | 3-3E  | 1-1    | Standard de Liège    | 136 |
| 137 | Deuxième tour  | Perugia Calcio    | 1-2   | 2-3   | 1-1    | Standard de Liège    | 138 |
| 139 | Troisième tour | Standard de Liège | 3-1   | 4-2   | 1-1    | SV Austria Salzbourg | 140 |
| 141 | Demi-finale    | VfB Stuttgart     | 1-1   | 2-1   | 1-0    | Standard de Liège    | 142 |

### 2001-2002
Coupe UEFA :
|     | Tour              | Club                  | Aller | Total | Retour | Club              |     |
| --- | ----------------- | --------------------- | ----- | ----- | ------ | ----------------- | --- |
| 143 | Tour préliminaire | FK Vardar Skopje      | 0-3   | 1-6   | 1-3    | Standard de Liège | 144 |
| 145 | Premier tour      | Standard de Liège     | 2-0   | 4-2   | 2-2    | RC Strasbourg     | 146 |
| 147 | Deuxième tour     | Girondins de Bordeaux | 2-0   | 4-0   | 2-0    | Standard de Liège | 148 |

### 2004-2005
Coupe UEFA :
|     | Tour                           | Club              | Aller | Total | Retour | Club              |     |
| --- | ------------------------------ | ----------------- | ----- | ----- | ------ | ----------------- | --- |
| 149 | Premier tour                   | Standard de Liège | 0-0   | 1-1E  | 1-1    | VfL Bochum        | 150 |
| 151 | Phase de poules, groupe B : J1 | Steaua Bucarest   | 2-0   |       |        | Standard de Liège |     |
| 152 | Phase de poules, groupe B : J3 | Standard de Liège | 2-1   |       |        | Parme FC          |     |
| 153 | Phase de poules, groupe B : J4 | Beşiktaş          | 1-1   |       |        | Standard de Liège |     |
| 154 | Phase de poules, groupe B : J5 | Standard de Liège | 1-7   |       |        | Athletic Bilbao   |     |

### 2006-2007
Ligue des champions :
|     | Tour                        | Club              | Aller | Total | Retour | Club            |     |
| --- | --------------------------- | ----------------- | ----- | ----- | ------ | --------------- | --- |
| 155 | Troisième tour qualificatif | Standard de Liège | 2-2   | 3-4   | 1-2    | Steaua Bucarest | 156 |

Coupe UEFA :
|     | Tour         | Club              | Aller | Total | Retour | Club       |     |
| --- | ------------ | ----------------- | ----- | ----- | ------ | ---------- | --- |
| 157 | Premier tour | Standard de Liège | 0-1   | 0-4   | 0-3    | Celta Vigo | 158 |

### 2007-2008
Coupe UEFA :
|     | Tour                       | Club                     | Aller | Total | Retour | Club              |     |
| --- | -------------------------- | ------------------------ | ----- | ----- | ------ | ----------------- | --- |
| 159 | Deuxième tour préliminaire | UN Käerjeng              | 0-3   | 0-4   | 0-1    | Standard de Liège | 160 |
| 161 | Premier tour               | Zénith Saint-Pétersbourg | 3-0   | 4-1   | 1-1    | Standard de Liège | 162 |

### 2008-2009
Ligue des champions :
|     | Tour                        | Club              | Aller | Total | Retour  | Club         |     |
| --- | --------------------------- | ----------------- | ----- | ----- | ------- | ------------ | --- |
| 163 | Troisième tour qualificatif | Standard de Liège | 0-0   | 0-1   | 0-1a.p. | Liverpool FC | 164 |

Coupe UEFA :
|     | Tour                           | Club              | Aller | Total | Retour | Club              |     |
| --- | ------------------------------ | ----------------- | ----- | ----- | ------ | ----------------- | --- |
| 165 | Premier tour                   | Everton           | 2-2   | 3-4   | 1-2    | Standard de Liège | 166 |
| 167 | Phase de poules, groupe C : J2 | Standard de Liège | 1-0   |       |        | FC Séville        |     |
| 168 | Phase de poules, groupe C : J3 | Partizan Belgrade | 0-1   |       |        | Standard de Liège |     |
| 169 | Phase de poules, groupe C : J4 | Standard de Liège | 3-0   |       |        | Sampdoria         |     |
| 170 | Phase de poules, groupe C : J5 | VfB Stuttgart     | 3-0   |       |        | Standard de Liège |     |
| 171 | Seizième de finale             | Sporting Braga    | 3-0   | 4-1   | 1-1    | Standard de Liège | 172 |

### 2009-2010
Ligue des champions :
|     | Tour                              | Club              | Aller | Total | Retour | Club              |     |
| --- | --------------------------------- | ----------------- | ----- | ----- | ------ | ----------------- | --- |
| 173 | Phase de poules, groupe H : J1/J5 | Standard de Liège | 2-3   |       | 0-2    | Arsenal FC        | 177 |
| 174 | Phase de poules, groupe H : J2/J6 | AZ Alkmaar        | 1-1   |       | 1-1    | Standard de Liège | 178 |
| 175 | Phase de poules, groupe H : J3/J4 | Olympiakos        | 2-1   |       | 0-2    | Standard de Liège | 176 |

Ligue Europa :
|     | Tour               | Club              | Aller | Total | Retour | Club               |     |
| --- | ------------------ | ----------------- | ----- | ----- | ------ | ------------------ | --- |
| 179 | Seizième de finale | Standard de Liège | 3-2   | 3-2   | 0-0    | Red Bull Salzbourg | 180 |
| 181 | Huitième de finale | Panathinaïkos     | 1-3   | 1-4   | 0-1    | Standard de Liège  | 182 |
| 183 | Quart de finale    | Hambourg SV       | 2-1   | 5-2   | 3-1    | Standard de Liège  | 184 |

## Années 2010

### 2011-2012
Ligue des champions :
|     | Tour                        | Club              | Aller | Total | Retour | Club      |     |
| --- | --------------------------- | ----------------- | ----- | ----- | ------ | --------- | --- |
| 185 | Troisième tour qualificatif | Standard de Liège | 1-1   | 1-2   | 0-1    | FC Zurich | 186 |

Ligue Europa :
|     | Tour                              | Club              | Aller | Total | Retour | Club               |     |
| --- | --------------------------------- | ----------------- | ----- | ----- | ------ | ------------------ | --- |
| 187 | Barrages                          | Standard de Liège | 1-0   | 4-1   | 3-1    | Helsingborgs IF    | 188 |
| 189 | Phase de poules, groupe B : J1/J5 | Hanovre 96        | 0-0   |       | 0-2    | Standard de Liège  | 193 |
| 190 | Phase de poules, groupe B : J2/J6 | Standard de Liège | 3-0   |       | 1-0    | FC Copenhague      | 194 |
| 191 | Phase de poules, groupe B : J3/J4 | Standard de Liège | 0-0   |       | 3-1    | FC Vorskla Poltava | 192 |
| 195 | Seizième de finale                | Wisła Cracovie    | 1-1   | 1-1E  | 0-0    | Standard de Liège  | 196 |
| 197 | Huitième de finale                | Standard de Liège | 2-2   | 2-6   | 0-4    | Hanovre 96         | 198 |

### 2013-2014
Ligue Europa :
|     | Tour                              | Club               | Aller | Total | Retour | Club              |     |
| --- | --------------------------------- | ------------------ | ----- | ----- | ------ | ----------------- | --- |
| 199 | Deuxième tour qualificatif        | KR Reykjavik       | 1-3   | 2-6   | 1-3    | Standard de Liège | 200 |
| 201 | Troisième tour quaificatif        | Skoda Xanthi       | 1-2   | 2-4   | 1-2    | Standard de Liège | 202 |
| 203 | Barrages                          | FK Minsk           | 0-2   | 1-5   | 1-3    | Standard de Liège | 204 |
| 205 | Phase de poules, groupe C : J1/J5 | Standard de Liège  | 1-2   |       | 1-2    | Esbjerg fB        | 209 |
| 206 | Phase de poules, groupe C : J2/J6 | IF Elfsborg        | 1-1   |       | 3-1    | Standard de Liège | 210 |
| 207 | Phase de poules, groupe C : J3/J4 | Red Bull Salzbourg | 2-1   |       | 3-1    | Standard de Liège | 208 |

### 2014-2015
Ligue des champions :
|     | Tour                        | Club              | Aller | Total | Retour | Club                     |     |
| --- | --------------------------- | ----------------- | ----- | ----- | ------ | ------------------------ | --- |
| 211 | Troisième tour qualificatif | Standard de Liège | 0-0   | 2-1   | 2-1    | Panathinaïkos            | 212 |
| 213 | Barrages                    | Standard de Liège | 0-1   | 0-4   | 0-3    | Zénith Saint-Pétersbourg | 214 |

Ligue Europa :
|     | Tour                              | Club                | Aller | Total | Retour | Club              |     |
| --- | --------------------------------- | ------------------- | ----- | ----- | ------ | ----------------- | --- |
| 215 | Phase de poules, groupe G : J1/J5 | Standard de Liège   | 2-0   |       | 0-2    | HNK Rijeka        | 219 |
| 216 | Phase de poules, groupe G : J2/J6 | Feyenoord Rotterdam | 2-1   |       | 3-0    | Standard de Liège | 220 |
| 217 | Phase de poules, groupe G : J3/J4 | Standard de Liège   | 0-0   |       | 1-3    | Séville FC        | 218 |

### 2015-2016
Ligue Europa :
|     | Tour                        | Club              | Aller | Total | Retour | Club                 |     |
| --- | --------------------------- | ----------------- | ----- | ----- | ------ | -------------------- | --- |
| 221 | Troisième tour qualificatif | Standard de Liège | 2-1   | 3-1   | 1-0    | Željezničar Sarajevo | 222 |
| 223 | Barrages                    | Molde FK          | 2-0   | 3E-3  | 1-3    | Standard de Liège    | 224 |

### 2016-2017
Ligue Europa :
|     | Tour                              | Club              | Aller | Total | Retour | Club              |     |
| --- | --------------------------------- | ----------------- | ----- | ----- | ------ | ----------------- | --- |
| 225 | Phase de poules, groupe G : J1/J5 | Standard de Liège | 1-1   |       | 1-1    | Celta Vigo        | 229 |
| 226 | Phase de poules, groupe G : J2/J6 | Ajax Amsterdam    | 1-0   |       | 1-1    | Standard de Liège | 230 |
| 227 | Phase de poules, groupe G : J3/J4 | Standard de Liège | 2-2   |       | 3-0    | Panathinaïkos     | 228 |

### 2018-2019
Ligue des champions :
|     | Tour                        | Club              | Aller | Total | Retour | Club           |     |
| --- | --------------------------- | ----------------- | ----- | ----- | ------ | -------------- | --- |
| 231 | Troisième tour qualificatif | Standard de Liège | 2-2   | 2-5   | 0-3    | Ajax Amsterdam | 232 |

Ligue Europa :
|     | Tour                              | Club              | Aller | Total | Retour | Club                 |     |
| --- | --------------------------------- | ----------------- | ----- | ----- | ------ | -------------------- | --- |
| 233 | Phase de poules, groupe J : J1/J5 | FC Séville        | 5-1   |       | 0-1    | Standard de Liège    | 237 |
| 234 | Phase de poules, groupe J : J2/J6 | Standard de Liège | 2-1   |       | 0-0    | Akhisar Belediyespor | 238 |
| 235 | Phase de poules, groupe J : J3/J4 | Standard de Liège | 2-1   |       | 1-2    | FK Krasnodar         | 236 |

### 2019-2020
Ligue Europa :
|     | Tour                              | Club                | Aller | Total | Retour | Club              |     |
| --- | --------------------------------- | ------------------- | ----- | ----- | ------ | ----------------- | --- |
| 239 | Phase de poules, groupe F : J1/J5 | Standard de Liège   | 2-0   |       | 1-1    | Vitória SC        | 243 |
| 240 | Phase de poules, groupe F : J2/J6 | Arsenal FC          | 4-0   |       | 2-2    | Standard de Liège | 244 |
| 241 | Phase de poules, groupe F : J3/J4 | Eintracht Francfort | 2-1   |       | 1-2    | Standard de Liège | 242 |

## Années 2020

### 2020-2021
Ligue Europa :
|     | Tour                              | Club              | Aller  | Total | Retour | Club              |     |
| --- | --------------------------------- | ----------------- | ------ | ----- | ------ | ----------------- | --- |
| 245 | Deuxième tour qualificatif        | Standard de Liège | 2-0    |       |        | Bala Town FC      |     |
| 246 | Troisième tour qualificatif       | Standard de Liège | 2-1 ap |       |        | Vojvodina         |     |
| 247 | Barrages                          | Standard de Liège | 3-1    |       |        | Fehérvár FC       |     |
| 248 | Phase de poules, groupe D : J1/J5 | Standard de Liège | 0-2    |       | 2-3    | Rangers FC        | 252 |
| 249 | Phase de poules, groupe D : J2/J6 | Benfica Lisbonne  | 3-0    |       | 2-2    | Standard de Liège | 253 |
| 250 | Phase de poules, groupe D : J3/J4 | Lech Poznań       | 3-1    |       | 1-2    | Standard de Liège | 251 |

## Bilan
Mise à jour après le match Standard de Liège - Benfica Lisbonne (le 10/12/2020).
- 253 matches en Coupe d'Europe (C1, C2, C3, C4, CI).

| Coupe                                         | Matchs Joués | Victoires | Nuls | Défaites | Buts marqués | Buts encaissés |
| Coupe des clubs champions européens (C1,†)    | 40           | 23        | 3    | 14       | 72           | 47             |
| Ligue des champions (C1)                      | 18           | 2         | 7    | 9        | 15           | 26             |
| Coupe d'Europe des vainqueurs de Coupe (C2,†) | 36           | 19        | 5    | 12       | 68           | 49             |
| Ligue Europa (C3)                             | 67           | 29        | 16   | 22       | 95           | 91             |
| Coupe UEFA (C3,†)                             | 72           | 30        | 19   | 23       | 98           | 92             |
| Ligue Europa Conférence (C4)                  |              |           |      |          |              |                |
| Coupe Intertoto (CI,†)                        | 20           | 8         | 10   | 2        | 25           | 16             |
| TOTAL                                         | 253          | 111       | 60   | 82       | 373          | 321            |
| Coupe des villes de foires (†)                | 2            | 0         | 1    | 1        | 2            | 3              |
| TOTAL 2*                                      | 255          | 111       | 61   | 83       | 375          | 324            |
| International football cup (†)                | 16           | 6         | 5    | 5        | 22           | 24             |
| TOTAL 3*                                      | 271          | 117       | 66   | 88       | 397          | 348            |

* Total 2 en incluant la Coupe des villes de foires.
** Total 3 en incluant la Coupe des villes de foires et l'International football cup.
(†) : Ancienne compétition.

## Adversaires européens
| - Albanie - 17 Nentori Tirana (1969-1970 C1) - Allemagne - Hertha Berlin (1964-1965 CI) - VfL Bochum (2004-2005 C3) - FC Cologne (1980-1981 C3, 1984-1985 C3, 1997-1998 C4) - Dynamo Dresde (1980-1981 C3) - Eintracht Francfort (2019-2020 C3) - Hambourg SV (2009-2010 C3) - Hanovre 96 (2X 2011-2012 C3) - FC Carl Zeiss Iéna (1977-1978 C3) - FC Kaiserslautern (1980-1981 C3) - Karlsruher SC (1996-1997 C4) - Chemie Leipzig (1966-1967 C2) - Bayern Munich (1966-1967 C2) - VfB Stuttgart (1996-1997 C4, 2000-2001 C4, 2008-2009 C3) - Angleterre - Arsenal (1993-1994 C2, 2009-2010 C1, 2019-2020 C3) - Everton (2008-2009 C3) - Leeds United (1968-1969 CVF, 1969-1970 C1) - Liverpool (1965-1966 C2, 2008-2009 C1) - Manchester City (1978-1979 C3) - Autriche - Red Bull Salzbourg (2000-2001 C4, 2009-2010 C3, 2013-2014 C3) - Swarovski Tirol (1986-1987 C3) - Rapid Vienne (1963-1964 CI) - Biélorussie - FK Minsk (2013-2014 C3) - Bosnie-Herzégovine - Željezničar Sarajevo (2015-2016 C3) - Chypre - Apollon Limassol (1966-1967 C2) - Croatie - HNK Rijeka (1986-1987 C3, 2014-2015 C3) - Danemark - AaB Ålborg (1996-1997 C4) - FC Copenhague (2011-2012 C3) - Esbjerg fB (2013-2014 C3) |  | - Écosse - Glasgow Rangers (1961-1962 C1, 2020-2021 C3) - Heart of Midlothian (1958-1959 C1, 1992-1993 C3) - Aberdeen (1967-1968 C2) - Dundee United (1978-1979 C3, 1983-1984 C1) - Espagne - FC Barcelone (1981-1982 C2) - Athletic Bilbao (2004-2005 C3) - Real Madrid (1961-1962 C1, 1969-1970 C1) - FC Séville (2008-2009 C3, 2014-2015 C3, 2018-2019 C3) - Celta Vigo (2006-2007 C3, 2016-2017 C3) - Finlande - FC Haka Valkeakoski (1961-1962 C1) - France - AJ Auxerre (1992-1993 C3) - Girondins de Bordeaux (2001-2002 C3) - FC Nantes (1997-1996 C4) - Stade de Reims (1958-1959 C1) - FC Rouen (1963-1964 CI) - UA Sedan-Torcy (1963-1964 CI) - RC Strasbourg (2001-2002 C3) - Géorgie - Dinamo Tbilissi (1981-1982 C2, 2000-2001 C4) - Grèce - AEK Athènes (1977-1978 C3) - Olympiakos (2009-2010 C1) - Panathinaïkos (2009-2010 C3, 2014-2015 C1, 2016-2017 C3) - Skoda Xanthi (2013-2014 C3) - Hongrie - Fehérvár FC (2020-2021 C3) - Rába ETO Győr (1966-1967 C2, 1982-1983 C1) - Vasas SC (1981-1982 C2) - Irlande - Athlone Town (1983-1984 C1) - Cork City (1997-1998 C4) |  | - Irlande du Nord - Ards FC (1973-1974 C3) - Cliftonville (1996-1997 C4) - Glenavon FC (1979-1980 C3) - Glentoran FC (1984-1985 C3) - Linfield FC (1971-1972 C1) - Portadown FC (1992-1993 C3) - Islande - KR Reykjavik (2013-2014 C3) - Valur Reykjavik (1966-1967 C2) - Israël - Hapoël Haïfa (1996-1997 C4) - Maccabi Petach-Tikva (1997-1998 C4) - Italie - AC Fiorentina (1963-1964 CI) - Milan AC (1967-1968 C2) - Inter Milan (1971-1972 C1) - SSC Naples (1979-1980 C3) - Parme FC (2004-2005 C3) - Perugia Calcio (2000-2001 C4) - Sampdoria (2008-2009 C3) - Juventus (1982-1983 C1) - Luxembourg - UN Käerjeng (2007-2008 C3) - Macédoine du Nord - FK Vardar Skopje (2001-2002 C3) - Malte - Floriana FC (1981-1982 C2) - Norvège - Fredrikstad FK (1961-1962 C1) - Molde FK (2015-2016 C3) - Rosenborg BK (1970-1971 C1) - Pays-Bas - Ajax Amsterdam (2016-2017 C3, 2018-2019 C1) - AZ Alkmaar (2009-2010 C1) - Feyenoord Rotterdam (1964-1965 CI, 1973-1974 C3, 2014-2015 C3) |  | - Pays de Galles - Bala Town FC (2020-2021 C3) - Cardiff City FC (1965-1966 C2, 1993-1994 C2) - Pologne - Wisła Cracovie (2011-2012 C3) - Lech Poznań (2020-2021 C3) - Legia Varsovie (1970-1971 C1) - Portugal - Sporting Braga (2008-2009 C3) - Benfica Lisbonne (2020-2021 C3) - FC Porto (1981-1982 C2) - Sporting Portugal (1958-1959 C1) - Vitória SC (1995-1996 C3, 2019-2020 C3) - Roumanie - Steaua Bucarest (1980-1981 C3, 2004-2005 C3, 2006-2007 C1) - Universitatea Craiova (1973-1974 C3) - Russie - CSKA Moscou (1971-1972 C1) - FK Krasnodar (2018-2019 C3) - Zénith Saint-Pétersbourg (2007-2008 C3, 2014-2015 C1) - Serbie - Partizan Belgrade (2008-2009 C3) - Vojvodina (2020-2021 C3) - Suède - IF Elfsborg (2013-2014 C3) - IFK Norrköping (1963-1964 C1) - Helsingborgs IF (2011-2012 C3) - Suisse - FC Aarau (1997-1998 C4) - Lausanne Sports (1964-1965 CI) - FC Zurich (1963-1964 CI, 2011-2012 C1) - Tchéquie - TJ Zbrojovka Brno (1979-1980 C3) - Slavia Prague (1977-1978 C3) - Sparta Prague (1972-1973 C2) - Turquie - Akhisar Belediyespor (2018-2019 C3) - Altay SK (1967-1968 C2) - Beşiktaş (2004-2005 C3) - Ukraine - FC Vorskla Poltava (2011-2012 C3) |